# Нафтогазоносний пласт
Нафтогазоносний пласт (рос. нефтегазоносный пласт, англ. oil and gas bearing bed, нім. erdöl- und erdgasführende Schicht f) — верства (шар) або масив пористої гірської породи-колектора, насичений нафтою з розчиненим газом.

## Загальна характеристика
Шар (масив) може бути повністю (від покрівлі до підошви) насичений нафтою або частково, підстилаючись водонасиченою частиною. Н.п. літологічно представлені переважно (бл. 70 %) пісковиками і алевролітами, різними за структурою вапняками і доломітом, рідше — чергуванням карбонатних і теригенних порід, а також метаморфічними і ін. породами.
Потужність Н.п. коливається від дек. м до дек. десятків (рідше сотень) метрів. Найпоширеніші Н.п. потужністю 10-20 м, нафтогазоносні масиви карбонатних порід, зокрема рифтових або теригенно-карбонатних порід ерозійних виступів мають часом товщини, які перевищують сотні метрів. У розрізі нафтового родовища може знаходитися дек. десятків Н.п. У свердловинах Н.п. встановлюються по керну, а також різними каротажними дослідженнями.

## ПЕРЕХІДНА ВОДОНАФТОВА ЗОНА
ПЕРЕХІДНА ВОДОНАФТОВА ЗОНА (рос. переходная водонефтяная зона; англ. water-oil transition zone; нім. Öl-Wasser-Übergangszone f) — частина об'єму нафтоносного пласта, яка примикає до водонафтового контакту (ВНК) і має водонасиченість, що змінюється знизу вверх від 100% біля дзеркала води до залишкової водонасиченості на верхній межі зони з чисто нафтовою частиною розрізу.

## ЗАСТІЙНА ЗОНА
ЗАСТІЙНА ЗОНА — цілик нерухомої залишкової нафти в пласті.

## Стабілізована зона нафтового пласта
Стабілізована зона нафтового пласта (рос. стабилизированная зона нефтяного пласта; англ. stabilized zone; нім. stabilisierte Zone f) — перехідна зона поблизу фронту непоршневого витіснення нафти, в якій розподіл насиченості нафтою не змінюється в часі при постійній швидкості її витіснення.

## ФІЗИКА НАФТОВОГО І ГАЗОВОГО ПЛАСТА
Галузь нафтогазопромислової науки, яка вивчає колекторські і фільтраційні властивості гірських порід, фізичні і фізико-хімічні властивості пластових рідин та газів і досліджує фізичні основи підвищення нафто- і газовилучення із колекторів.